# Didynamipus sjostedti
Didynamipus sjostedti (tên tiếng Anh: four-digit toad) là một loài cóc thuộc họ Bufonidae.
Loài này có ở Cameroon, Guinea Xích Đạo, và Nigeria.
Môi trường sống tự nhiên của chúng là rừng ẩm vùng đất thấp nhiệt đới hoặc cận nhiệt đới, vùng núi ẩm nhiệt đới hoặc cận nhiệt đới, và rừng thoái hóa nghiêm trọng.
Chúng hiện đang bị đe dọa vì mất nơi sống.

## Hình ảnh

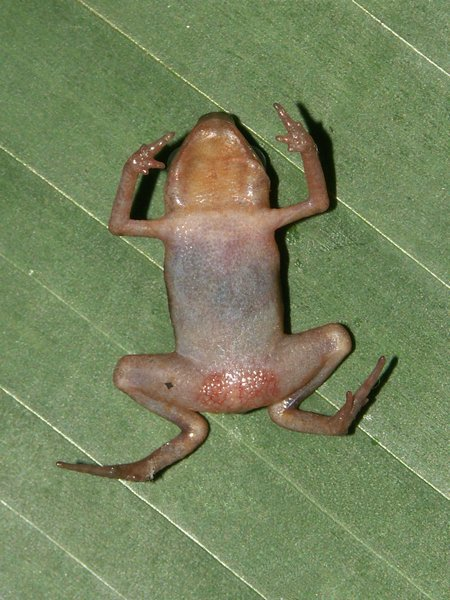